# Home (film)
Home är en amerikansk datoranimerad film. Den hade biopremiär i USA den 27 mars 2015.

## Handling
En feg utomjordlig art kallade Boov är på flykt från sin fiende Gorg. Boov hittar planeten jorden och tycker att det är en lämplig för en plats för ett nytt hem. Ledda av Kapten Smek börjar de sin invasion av jorden och flyttar människorna till en avlägsen plats, medan Boov tar över deras hem. En Boov vid namn Oh är en mer fritänkande medlem av arten som bestämmer sig för att bjuda in alla andra Boov till sin lägenhet för en inflyttningsfest. Inte långt från Oh bor en tonårsflicka som heter Tip. När Boov invanderade planeten försvann Tips mamma Lucy och Tip lämnades ensam med sitt husdjur, en Calico-katt vid namn Gris, vilket driver hennes hat för Boov.
Oh går in på gatan för att hitta en Boov-polis som heter Kyle, som, liksom resten av Boov, besväras av Oh. Oh bjuder in Kyle till festen och bestämmer sig sedan för att skicka en massinbjudan till varje Boov på jorden. Men Oh råkar skicka inbjudan till absolut alla främmande raser i hela galaxen, inklusive Gorg. Efter att ha förklarats som brottsling flyr Oh in i en närbutik. I samma Närbutik går även Tip och hennes katt in då hennes bil har gått sönder. De stöter på varandra och Oh hjälper till att göra om Tips bil till en svävare som går på Slushies. Oh liftar med Tip och lovar att han ska hjälpa henne att hitta Lucy, men tyvärr måste de först åka till Boov Command Center i Paris för att försöka hitta henne därifrån. Oh planerar i hemlighet att överge Tip för att ta sig till Antarktis, den enda platsen på jorden som inte är angripen av Boov, även om han misslyckas med att göra det efter att Kyle försöker få sitt personliga lösenord så att Boov kan hacka in på Ohs konto och avbryta inbjudan.
Efter att ha nått Boov Command Center, som ligger i det nu svävande Eiffeltornet, lyckas Oh komma in på sitt konto och tar bort meddelandet med bara en sekund kvar innan det når Gorg. Han kopplar sedan in sig i Tips hjärna för att hjälpa henne att hitta Lucy. De spårar så småningom hennes plats till Australien, där hon letar efter sin dotter. De andra Boov hittar sedan de två och försöker "radera" Oh, medan Tip tar tag i tyngdkraftsmanipuleringssystemet och vänder på det, vilket får hela tornet att vändas upp och ner, varpå de två lyckas fly. Under tidens gång blir Oh och Tip gradvis vänner, och Oh inser långsamt hur bristfälligt Boovs perspektiv på invasionen faktiskt var.
När Oh och Tip åker till Australien, övervakas de av andra Boov och inser att en flotta Gorg-fartyg ligger nära dem. Tip och Oh lyckas slå ner ett, men i processen träffas de av en bit av skeppet och de förlorar sitt slushie-bränsle, vilket får bilen att krascha. De stöter på det fallna Gorg-skeppet och får reda på att det faktiskt är en drönare. Åh återställer ett speciellt chip och använder det för att få igång bilen igen.
Tip och Oh kommer fram till Australien och ser att Boov evakuera jorden för sitt moderskepp. När de landar bilen börjar Tip omedelbart leta efter sin mor, men Oh insisterar på att han och Tip ska evakuerar med de andra Boov istället. Tip blir arg på Oh för att han försöka bryta sitt löfte igen, och Tip förklara att han inte är hennes vän och överger en deprimerad Oh, som drar sig tillbaka till fartyget. Gorgs moderskepp kommer nära Boov-skeppet, men Oh drar ut Gorg-chipet och använder det för att flyga skeppet längre bort från Gorg. Boov blir förvånad över Ohs mod, men Smek blir upprörd och påminner alla om att han är kapten. Emellertid står Oh upp mot Smek och berättar för honom att han är en fruktansvärd kapten och berättar för Boov om vad han lärde sig om människor från Tip. Människor tar hand om andra människor medan Boov inte gör det. Ledsen över denna uppenbarelse gör Boov sedan myteri mot Smek och Kyle tar Smeks spira, överlämnar den till Oh och förklarar honom ny kapten, även om Oh är i slutändan deprimerad och missnöjd med att han lämnade Tip kvar på jorden.
Tip rusar mållöst runt staden för att hitta Lucy, men förgäves. Hon försöker fruktlöst visa alla bilden av Lucy på sin telefon, men ingen kan hjälpa henne innan telefonens batteri tar slut. Tip ger upp och sitter i den tomma Ask A Boov-boden och brister ut i tårar. Oh återvänder till hennes sida och hjälper henne att spåra Lucy. Mor och dotter återförenas äntligen och tackar Oh. Plötsligt faller Gorg-moderskeppet ner på planeten, och Oh inser att de vill ha stenen på spiran. Oh springer till skeppet för att försöka få uppmärksamhet och låser för säkerhets skull in Tip och Lucy i bilen. Tips bryter sig ut ur bilen och lyser ett ljus i Gorg-befälhavarens ansikte för att fästa sin uppmärksamhet på Oh när han håller upp stenen. Gorg-befälhavaren stannar fartyget när det landar på marken, precis där Oh står. Tip rusar för att rädda honom, men Oh är till synes krossad under fartyget tills det backar upp och avslöjar honom oskadad. Gorg Commander kommer ut ur sin rustning för att visa att han faktiskt är en ofarlig sjöstjärna-liknande varelse. Oh lämnar tillbaka stenen till honom, vilket visar sig vara ett ägg för miljontals utvecklande Gorg-larver; nästa generation av Gorg. Gorg-befälhavaren avslöjar att "fadern" hade varit den sista i sitt slag, ensam och nästan utrotad, och att det var därför han förföljde Boov så ivrigt. Han tackar Oh och avgår.
Två veckor senare har människorna återvänt till sina ursprungliga hem, och Oh får äntligen sitt party i sin lägenhet, med både människor och Boov närvarande. Tip spelar sin musik och får resten av Boov att uppleva dans för första gången Medan andra Boov, inklusive en reformerad Smek, har fest på månen och flera fartyg från andra planeter, inklusive Gorg och hans spädbarn, kommer till jorden för Ohs fest.

## Rollista (i urval)
| Roll               | Originalröster | Svenska röster  |
| ------------------ | -------------- | --------------- |
| Oh                 | Jim Parsons    | Göran Gillinger |
| Tipsy "Tipp" Tucci | Rihanna        | Elina Raeder    |
| Kapten Smäck       | Steve Martin   | Rolf Lydahl     |
| Lucy Tucci         | Jennifer Lopez | Sharon Dyall    |
| Kyle               | Matt Jones     | Jesper Adefelt  |

### Fotnoter
1. ↑  Česko-Slovenská filmová databáze, 2001.[källa från Wikidata]
2. 1 2  läs online, nmhh.hu .[källa från Wikidata]
3. 1 2  läs online, nmhh.hu .[källa från Wikidata]
4. ↑  Internet Movie Database, läs online, läst: 17 augusti 2016.[källa från Wikidata]
5. ↑  läs online, www.boxofficemojo.com .[källa från Wikidata]
6. ↑  Box Office Mojo, läst: 7 mars 2019.[källa från Wikidata]
7. ↑  ”Home” (på engelska). Box Office Mojo. 27 mars 2015. http://www.boxofficemojo.com/movies/?id=happysmekday.htm. Läst 15 oktober 2016.